# Lodovico Pasini
Lodovico Pasini (Schio, 4 maggio 1804 – Schio, 22 maggio 1870) è stato un geologo e politico italiano, senatore del Regno d'Italia.

## Biografia

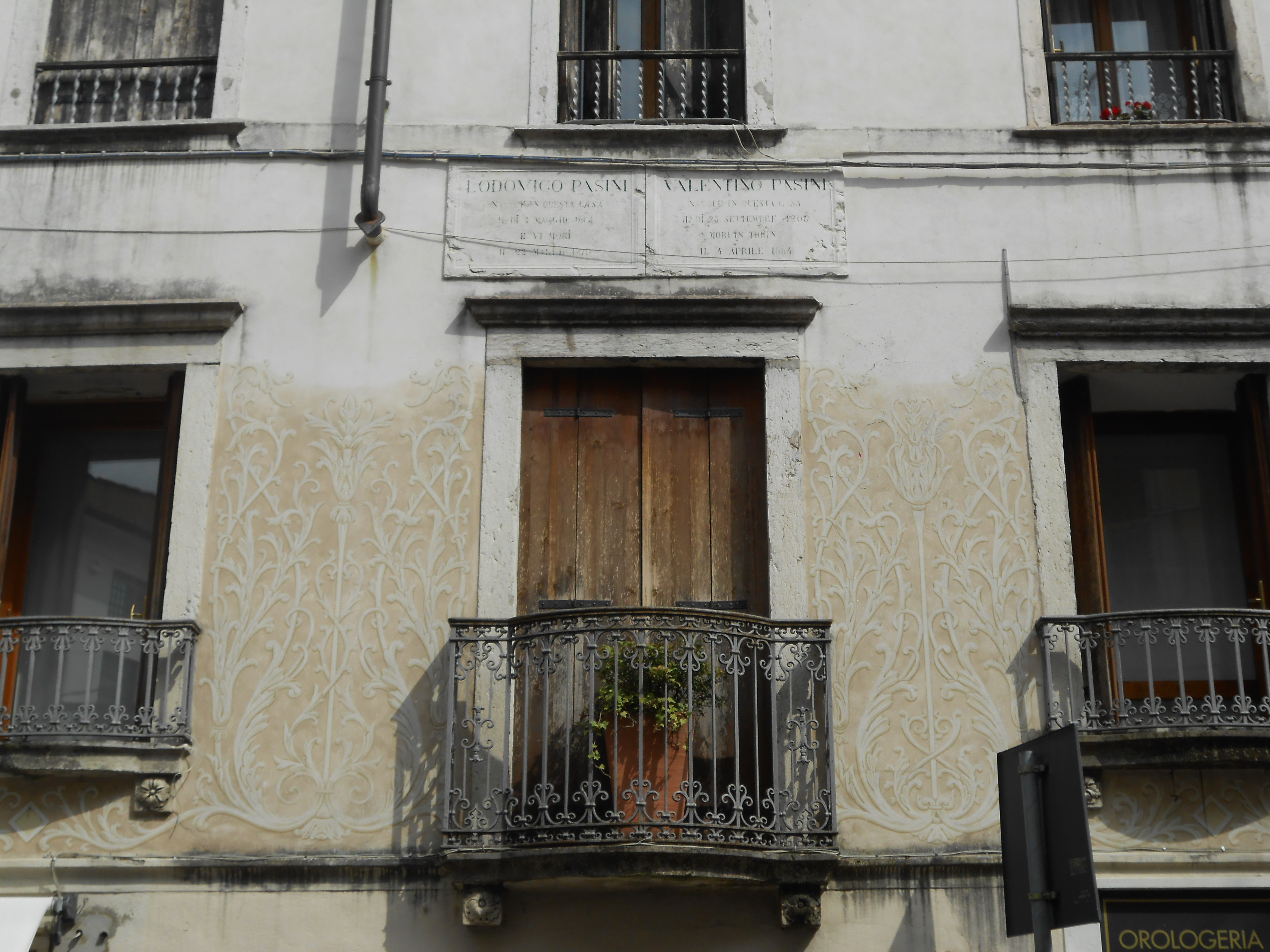
casa natale di Lodovico Pasini e Valentino Pasini a Schio

Di famiglia scledense, fratello maggiore di Valentino Pasini, effettuò i primi studi classici presso un collegio di Padova e i successivi studi filosofici nel Seminario vescovile. Rimase successivamente a Schio per seguire investigazioni geologiche.
Nel 1831 divenne assiduo collaboratore del periodico appena istituito Annali delle scienze del Regno Lombardo-veneto. Collaborò con altre riviste e, quando nel 1838 venne fondato l'Istituto veneto di scienze, lettere ed arti, ne divenne subito socio facendo parte dei primi 17 membri.
Fervente patriota, nel 1848 prese parte alla difesa di Venezia con Daniele Manin, che gli affidò varî incarichi; fu anche nominato presidente dell'Assemblea Veneta della Repubblica di San Marco. Dopo l'annessione del Veneto all'Italia nel 1866, fu eletto dapprima deputato e poi senatore, uno dei primi sedici senatori veneti eletti. Fu anche Ministro dei lavori pubblici nel Governo Menabrea II (1868-69).
Prima e dopo la difesa di Venezia si occupò di geologia, in particolare quella delle Alpi e del Veneto. Sostenitore della necessità di una carta geologica della penisola, fu nominato vicepresidente del comitato all'uopo costituito. Contribuì inoltre a fondare in Firenze una collezione centrale di geologia italiana e il "Regio Istituto veneto di scienze, lettere e arti", di cui fu presidente dal 1869 al 1870.
Suo nipote, Eleonoro Pasini, nel 1877 donò al Museo di Vicenza le importanti raccolte geologiche che egli aveva collezionato nella sua casa di Schio, che però andarono in gran parte perdute nell'incendio seguito ai bombardamenti del 18 marzo 1945.
La città di Vicenza nel 1881 ha intitolato ai due fratelli Pasini una via del centro storico e la città di Schio ha eretto un monumento a loro dedicato nel 1906; sempre a Schio una via del centro è intitolata ai fratelli.

## Opere
- Memoria sulle ghiaie, ed alcune pudinghe recenti del Vicentino, estratto da: Giornale dell'Italia letteraria del nobile signor Da Rio, 1828
- Ricerche geologiche sull'epoca a cui si deve riferire il sollevamento delle Alpi Venete, 1831
- Rapporti geognostici tra alcuni punti degli Appennini e delle Alpi, 1831
- L'Isola Ferdinandea o il nuovo vulcano del Mediterraneo, 1831
- Osservazioni sulla calcarea ad ammoniti e sulle rocce attigue del Vicentino /, 1832
- Nota sui rapporti dei terreni secondari e terziari delle Alpi Venete, 1833
- Memoria geologica sui dintorni di Rovereto, in Biblioteca italiana, 1830
- Principali rocce delle Alpi lombardo-venete, in Atti Società italiana di Geologia, 1834
- Orittologia euganea del nobile Nicolo Da-Rio, Padova, coi Tipi del Seminario, 1836
- Considerazioni geologiche sulle Alpi Venete, in Atti Regio Istituto veneto, 1844
- Sugli studi geologici in Italia alla fine del secolo XVIII, ibid., 1868